# Zacarias Kamwenho
Zacarias Kamwenho (* 5. září 1934, Huambo, Angola) je angolský arcibiskup a mírový aktivista. V roce 2001 působil jako mírový zprostředkovatel ukončení Angolské občanské války, za což mu v roce 2001 mu byla udělena Sacharovova cena za svobodu myšlení.